# Hydraecia semiconfluens
Hydraecia semiconfluens là một loài bướm đêm trong họ Noctuidae.